# Lowlands 2008
Lowlands 2008 (voluit: A Campingflight to Lowlands Paradise) is een muziek- en cultuurfestival dat op 15, 16 en 17 augustus 2008 plaatsvond in Biddinghuizen. Het was de 16e editie van het Lowlandsfestival.
Het festival was op 22 juni 2008 uitverkocht. Alle 55.000 kaarten waren in de geschiedenis van het festival nog nooit zo snel verkocht, maar dit record werd een jaar later alweer verbroken.

## Bevestigde artiesten

### Muziek
| - Amy Macdonald - Ane Brun - Anouk - Anti-Flag - Asakusa Jinta - Black Kids - Black Mountain - Blood Red Shoes - Booka Shade - British Sea Power - Cage the Elephant - Claw Boys Claw - Crystal Castles - Danko Jones - Deadmau5 - dEUS - DJ St. Paul - Digitalism - Diplo - Dio - Dropkick Murphy's - Editors - Elbow - Extince - Foals - Franz Ferdinand - Fucked Up - GEM - Get Well Soon - Gogol Bordello - Hadouken! - Headphone - Henry Rollins | - HIM - Hit Me TV - Holy Fuck - Hot Chip - Infadels - Iron and Wine - Jamie Lidell - Jaya the Cat - Jeremy's - Killswitch Engage - Korpiklaani - Late of the Pier - Le Le - Los Campesinos! - Lucky Fonz III - Lykke Li - MGMT - Midnight Juggernauts - Mindless Self Indulgence - Modeselektor (live) - Nightwish - No Age - One Night Only - Róisín Murphy - N*E*R*D - Max Pashm - Pendulum - Plain White T's - Santogold - Sef - Sex Pistols - Sigur Rós - Simian Mobile Disco - Stephen Marley | - Sven Väth - Textures - The Breeders - The Count & Sinden - The Dresden Dolls - The Flaming Lips - The Fratellis - The Girls - The Gutter Twins - The Hawkeye and Hoe Band - The Hives - The Hoosiers - The Kooks - The National - The Opposites - The Pedro Delgados - The Pigeon Detectives - The Presidents of the United States of America - The Rascals - The Shoes - The Ting Tings - The Walk & Roger Seventytwo - The Wombats - Thrice - Toumast - Triggerfinger - Tunng - Underworld - Vive la Fête - Volbeat - We Are Scientists - White Lies - Yeasayer |

### Theater
| - De Stijle Want... - 'HEK' (Straattheater) - Carver Special Edition - 'Tucht' (Mime) - De Wetten van Kepler - 'Othello' (Dans / Drama) - Theatergroep MAX. - 'Voorstelling waarin hopelijk niets gebeurt' (Theater) - Susies Haarlok - 'De saaiheid is te snijden' (Humor / Muziek) - Het Syndicaat - 'ApoCalypso' (Funk / Komedie) - Dance Works Rotterdam - 'Lareigne' (Dans) - Scapino Ballet Rotterdam (Dans / Theater) | - Anouk van Dijk - 'Situations' (Dans / Theater) - Dansgroep Krisztina de Châtel - 'Pulse' (Dans / Minimal) - Tuig - 'Schraapzucht' (Actie) - Theater Maatwerk - 'De Camping' (Humor) - Edmond Tahl (Straattheater) - Helmert Woudenberg - Fortuyn (Politiek / Theater) - Laura van Dolron - Laatste Nachtmerrie (Humor / Politiek) - Toneelgroep Amsterdam - De Toneelbibliotheek (Theater) |